# Critical Mass (videogioco 1985)
Critical Mass è un videogioco pubblicato da Durell Software nel 1985 per Amstrad CPC e ZX Spectrum e nel 1986 per Commodore 64. La versione Commodore 64 venne pubblicata anche con il titolo Power in America da Avantage, un marchio della Accolade.
È un videogioco d'azione ambientato sulla superficie un asteroide, dove si controlla un veicolo o un astronauta a piedi.

## Trama
I terrestri hanno installato un impianto di conversione dell'antimateria su un asteroide disabitato di un lontano sistema stellare, per rifornire di energia i coloni del sistema.
Gli alieni però hanno preso possesso a sorpresa dell'asteroide e minacciano di far autodistruggere l'impianto, generando un buco nero che spazzerebbe via l'intero sistema.
Il protagonista viene inviato sulla superficie desertica dell'asteroide e deve tentare di raggiungere e infiltrarsi nell'impianto per sabotarlo, prima che gli alieni raggiungano la massa critica necessaria a farlo implodere.

## Modalità di gioco
La superficie dell'asteroide viene mostrata con visuale isometrica e schermo a scorrimento libero in tutte le direzioni. Il giocatore inizialmente si trova lontano dall'impianto ed è alla guida di un veicolo spaziale che si muove rasoterra, come un hovercraft.
La superficie è pianeggiante, ma ci sono rocce e altri ostacoli da evitare. I nemici sono veicoli e mine degli alieni, sempre più numerosi e attrezzati man mano che ci si avvicina all'impianto, fino a comprendere missili guidati.
Inoltre ci sono le forme di vita animali native, degli enormi vermi che sbucano da sotto terra e possono attaccare il protagonista quando è senza veicolo.
Il veicolo del giocatore è dotato di inerzia e i controlli sono rotazione e spinta in avanti. Nella versione Commodore 64 si può selezionare a inizio partita il tipo di volo, normale o vettoriale; nel primo caso c'è la possibilità di frenare, altrimenti, come sugli altri computer, per rallentare è necessario ruotare nella direzione opposta.
Il veicolo può sparare dei raggi ed è dotato di una riserva di energia, che si consuma quando si subiscono danni e quando si usa l'arma, ma che si ricarica lentamente da sola a riposo. Terminata l'energia il veicolo è distrutto, ma il pilota viene eiettato e può muoversi con un jet pack, con lo stesso tipo di controlli, per cercare di raggiungere una cupola contenente un veicolo di rimpiazzo. Il pilota in questa fase è disarmato e vulnerabile ai vermi, ma è aiutato da una freccia che indica in che direzione si trova il nuovo veicolo.
A seconda del livello di difficoltà si dispone di un certo numero di veicoli, ma se muore il pilota la partita finisce subito.
Per superare un livello bisogna percorrere una certa distanza verso destra. Scopo finale è superare le difese perimetrali dell'impianto e colpirlo nel punto giusto prima che scada il tempo. L'impianto stesso è pericoloso e dev'essere colpito prima che risucchi e vaporizzi il veicolo.